# Karl August von Reisach

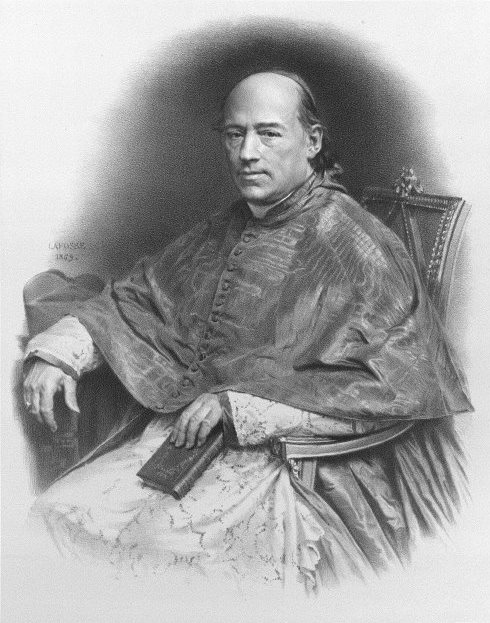
Kardinal Karl August von Reisach

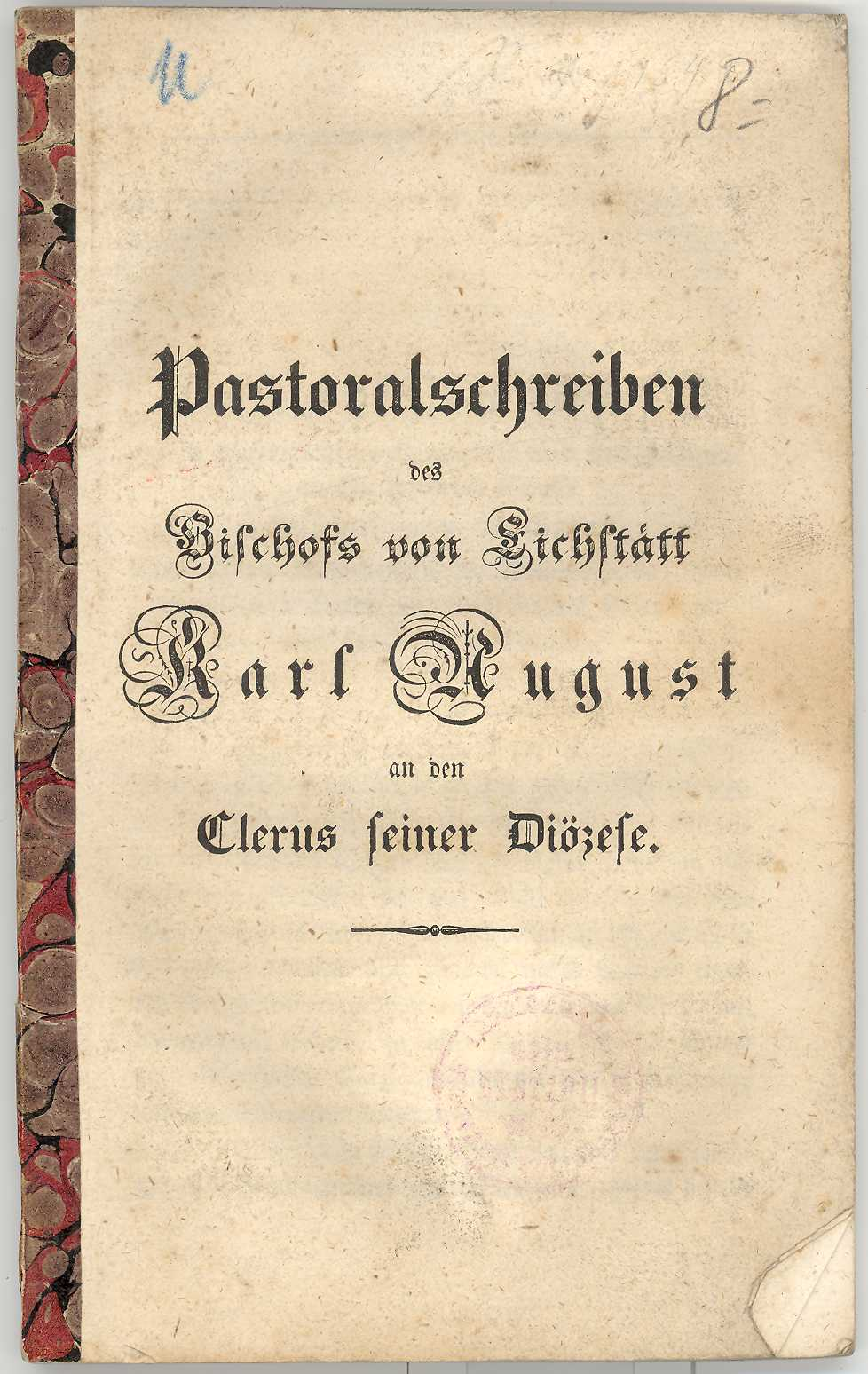
Pastoralschreiben des Eichstätter Bischofs vom 25. Februar 1842

Karl August Graf von Reisach (* 6. Juli 1800 in Roth bei Nürnberg; † 22. Dezember 1869 in Contamine-sur-Arve, Département Haute-Savoie, Frankreich) war Bischof von Eichstätt von 1836 bis 1846, Erzbischof von München und Freising von 1846 bis 1856 und schließlich Kurienkardinal.

## Leben
Karl August von Reisach war ein Sohn aus der Ehe des Landrichters und königlich-bayerischen Kämmerers Johann Adam Graf von Reisach (1765–1820) und der Therese Freiin von Gumppenberg (1771–1834). Der Großvater, Franz Christoph von Reisach-Steinberg († 1797), war 1790 in den Reichsgrafenstand erhoben worden. Der Vater, der zur Finanzierung seines aufwendigen Lebensstils Geld aus der Staatskasse veruntreut hatte, entzog sich 1820 der Strafverfolgung durch Selbsttötung. Der von diesem Ereignis schwer erschütterte Karl August von Reisach fasste den Entschluss, die Familienehre wiederherzustellen. Nach dem Gymnasialabschluss 1816 am heutigen Wilhelmsgymnasium München begann er mit 16 Jahren das philosophische Studium in München und studierte dann Jura in Heidelberg, Göttingen und Landshut, wo er 1821 zum Doktor beider Rechte promoviert wurde. Im Herbst 1824 trat er in das Collegium Germanicum in Rom ein. Nach dem Studium der Philosophie und Theologie empfing er am 10. August 1828 in Rom die Priesterweihe und wurde zum Doktor der Theologie promoviert.
Er wurde schon im folgenden Jahr von Pius VIII. zum Studienrektor des Kollegiums der Propaganda ernannt. Am 19. April 1836 wurde er auf Drängen König Ludwigs I. zum Bischof von Eichstätt ernannt. Mit Unterstützung des befreundeten bayerischen Innenministers Karl von Abel (1837–1847) verfolgte er eine ultramontan ausgerichtete Kirchenpolitik. 1841 wurde er gegen den Willen des Münchner Erzbischofs Lothar Anselm Freiherr von Gebsattel Koadjutor des Erzbistums München und Freising. 1844 wurde Karl August von Reisach in den Ritterorden vom Heiligen Grab zu Jerusalem investiert.
Nach dem Tod Gebsattels am 1. Oktober 1846 trat er das Amt des Erzbischofs von München und Freising an. 1848 geriet von Reisach, der ebenso antimodernistisch eingestellt wie mystizistischen und übersinnlichen Phänomenen zugeneigt war, unter den Einfluss der Seherin Louise Beck. Nach Auseinandersetzungen mit König Ludwig I. versuchte die bayerische Regierung eine Versetzung von Reisachs an die Kurie nach Rom zu erreichen. Eine weitere Verschlechterung des Verhältnisses zum bayerischen Staat erfolgte, als sich der Erzbischof 1854 beim Tod der protestantischen Königin Therese weigerte, die Trauerfeierlichkeiten abzuhalten. Am 17. Dezember 1855 wurde er zum Kardinal erhoben und kurz darauf Kardinalpriester der Titelkirche Sant’Anastasia, die er bis zu seinem Tode behielt. Von 1861 bis 1868 hatte er zusätzlich auch die Titelkirche Santa Cecilia inne. Im Zusammenhang seiner Kardinalserhebung wurde Reisach 1855 auch nach Rom berufen. Vom Amt des Erzbischofs von München und Freising trat er daher am 19. Juni 1856 zurück. 1862 wurde er zum Präfekten der Studienkongregation berufen. 1868 wurde er Kardinalbischof von Sabina.  Das ihm am 27. November 1869 von Pius IX. übertragene Amt des Präsidenten des Ersten Vatikanischen Konzils konnte er aus gesundheitlichen Gründen nicht mehr antreten.
Er starb am 22. Dezember 1869 in dem Redemptoristenkloster von Contamine-sur-Arve und wurde in seiner römischen Titelkirche Sant’Anastasia beigesetzt.

## Familie
Brüder seiner Mutter waren der General Joseph von Gumppenberg (1798–1855) und Anton von Gumppenberg (1787–1855), bayerischer Kriegsminister, Hofmeister und Vertrauter von König Ludwig I.
Ein weiterer Bruder ist Franz Seraph von Gumppenberg (1780–1836), Berg- und Salinenrat, dessen Tochter Friederike König Ludwig I. für die Schönheitengalerie, heute im Schloss Nymphenburg, malen ließ.
Sein gleichnamiger Onkel, der Publizist Karl August von Reisach (1774–1846) war Archivar in preußischen Diensten.